# Фенікс-Сіті (Алабама)
Фенікс-Сіті (англ. Phenix City) — місто (англ. city) в США, в округах Расселл і Лі штату Алабама. Населення — 38 816 осіб (2020).

## Географія

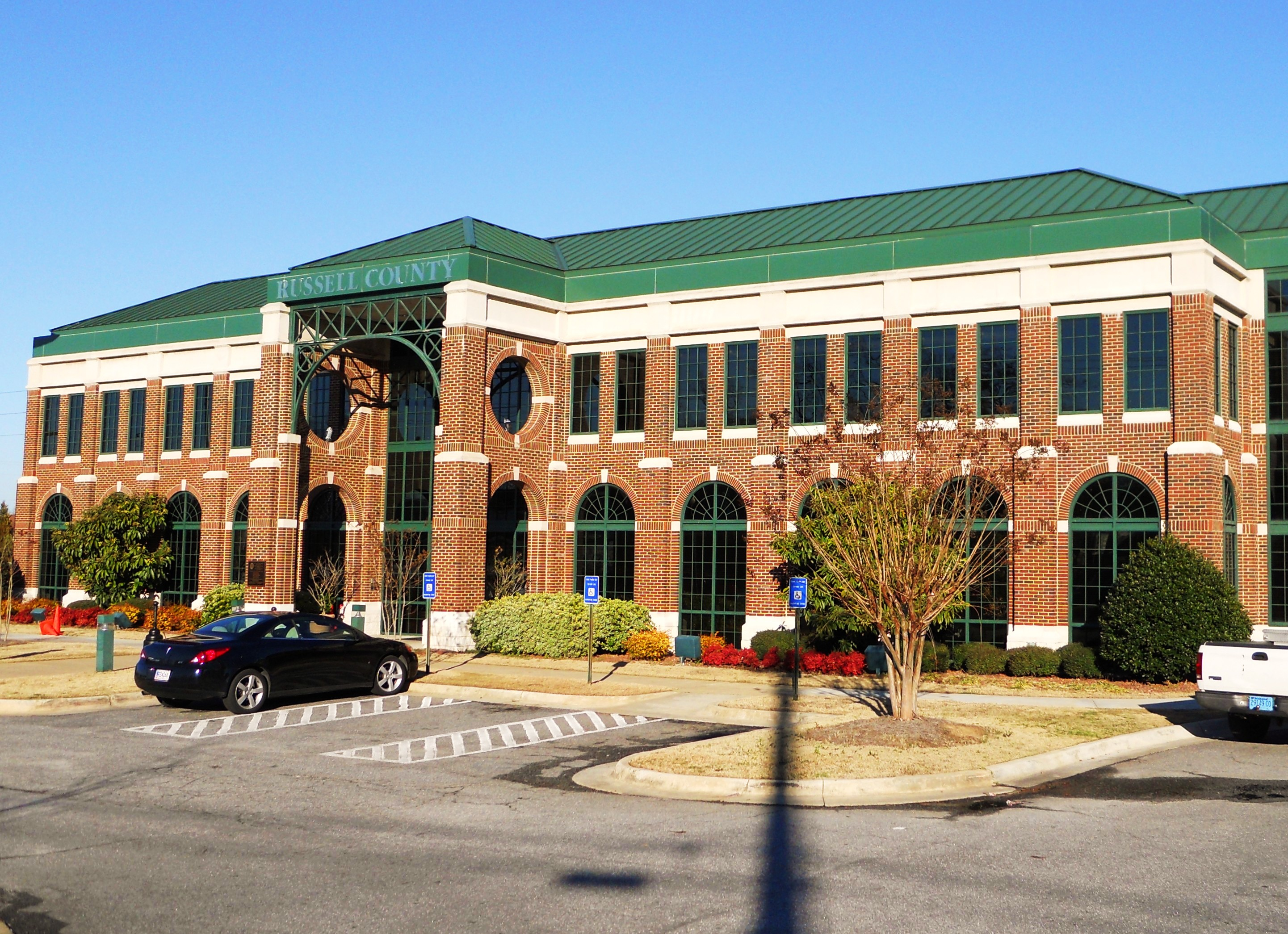
Окружний суд округу Расселл у Фенікс-Сіті

Фенікс-Сіті розташований за координатами 32°27′42″ пн. ш. 85°1′30″ зх. д. / 32.46167° пн. ш. 85.02500° зх. д. (32.461669, -85.025021).  За даними Бюро перепису населення США в 2010 році місто мало площу 72,28 км², з яких 71,88 км² — суходіл та 0,40 км² — водойми.

### Клімат
| Клімат : Фенікс-Сіті  | Клімат : Фенікс-Сіті | Клімат : Фенікс-Сіті | Клімат : Фенікс-Сіті | Клімат : Фенікс-Сіті | Клімат : Фенікс-Сіті | Клімат : Фенікс-Сіті | Клімат : Фенікс-Сіті | Клімат : Фенікс-Сіті | Клімат : Фенікс-Сіті | Клімат : Фенікс-Сіті | Клімат : Фенікс-Сіті | Клімат : Фенікс-Сіті | Клімат : Фенікс-Сіті |
| Показник              | Січ.                 | Лют.                 | Бер.                 | Квіт.                | Трав.                | Черв.                | Лип.                 | Серп.                | Вер.                 | Жовт.                | Лист.                | Груд.                | Рік                  |
| Середній максимум, °C | 13,9                 | 16,1                 | 20,6                 | 25,0                 | 28,9                 | 32,2                 | 33,3                 | 32,8                 | 30,0                 | 25,0                 | 20,0                 | 15,0                 | 24,4                 |
| Середній мінімум, °C  | 2,2                  | 3,9                  | 7,2                  | 11,1                 | 16,1                 | 20,6                 | 22,2                 | 21,7                 | 18,9                 | 12,2                 | 6,7                  | 3,3                  | 12,2                 |
| Норма опадів, мм      | 104                  | 114                  | 145                  | 104                  | 97                   | 99                   | 135                  | 102                  | 84                   | 58                   | 91                   | 114                  | 1247                 |
| --------------------- | -------------------- | -------------------- | -------------------- | -------------------- | -------------------- | -------------------- | -------------------- | -------------------- | -------------------- | -------------------- | -------------------- | -------------------- | -------------------- |
| Джерело: Weatherbase  |                      |                      |                      |                      |                      |                      |                      |                      |                      |                      |                      |                      |                      |

## Демографія

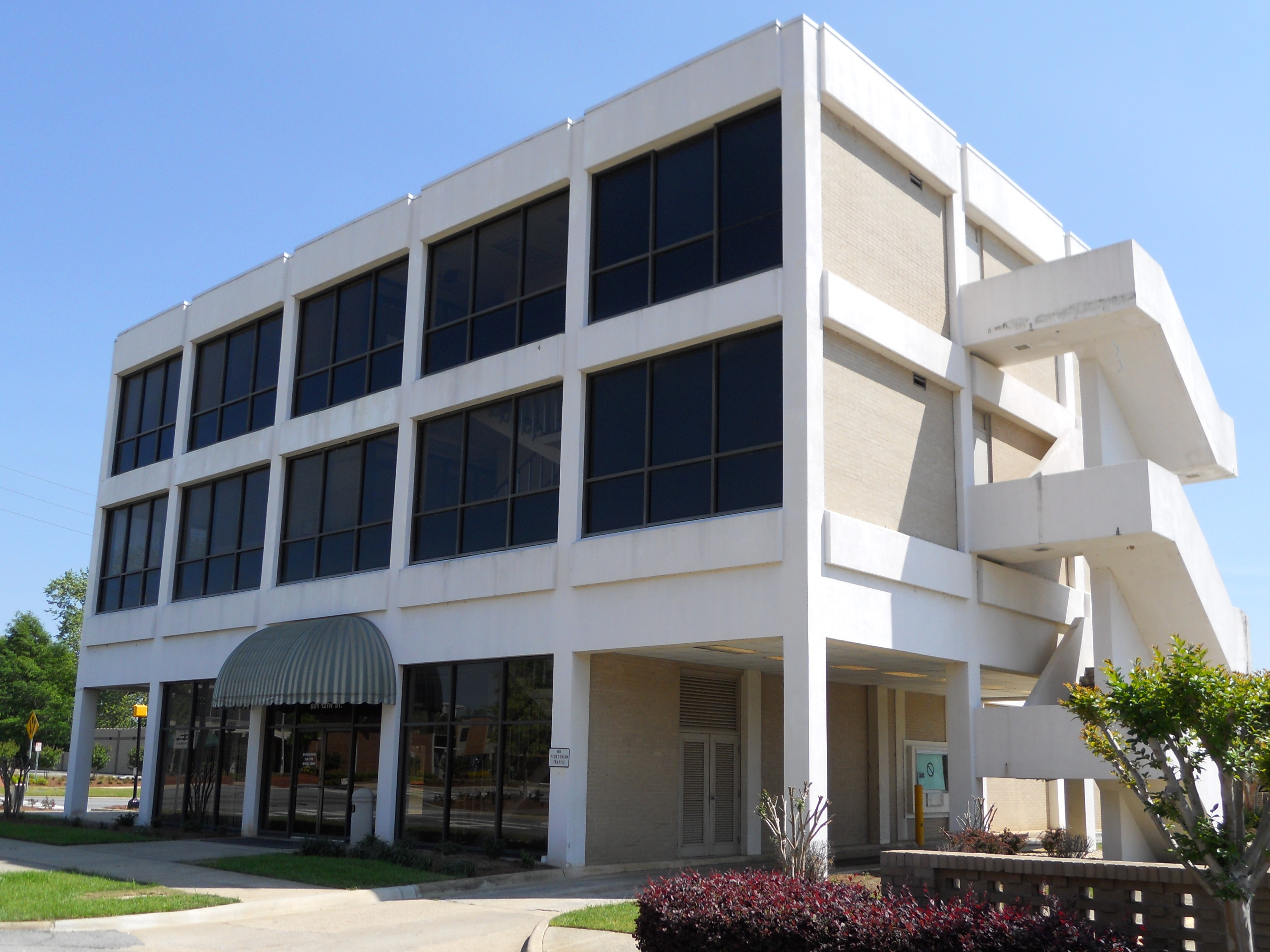
Міська рада

Згідно з переписом 2010 року, у місті мешкали 32 822 особи в 13 243 домогосподарствах у складі 8623 родин. Густота населення становила 454 особи/км².  Було 15198 помешкань (210/км²).
Расовий склад населення:
| - 48,7 % — білих - 46,6 % — чорних або афроамериканців - 0,7 % — азіатів - 0,3 % — корінних американців - 0,2 % — вихідців з тихоокеанських островів - 1,4 % — осіб інших рас |

До двох чи більше рас належало 2,2 %. Частка іспаномовних становила 4,0 % від усіх жителів.
За віковим діапазоном населення розподілялося таким чином: 26,9 % — особи молодші 18 років, 61,3 % — особи у віці 18—64 років, 11,8 % — особи у віці 65 років та старші. Медіана віку мешканця становила 33,1 року. На 100 осіб жіночої статі у місті припадало 87,7 чоловіків;  на 100 жінок у віці від 18 років та старших — 81,3 чоловіків також старших 18 років.
Середній дохід на одне домашнє господарство  становив 51 513 долари США (медіана — 36 698), а середній дохід на одну сім'ю — 57 864 долари (медіана — 41 983). Медіана доходів становила 41 164 долари для чоловіків та 31 811 долар для жінок. За межею бідності перебувало 21,0 % осіб, у тому числі 29,0 % дітей у віці до 18 років та 14,9 % осіб у віці 65 років та старших.
Цивільне працевлаштоване населення становило 14 883 особи. Основні галузі зайнятості: освіта, охорона здоров'я та соціальна допомога — 25,3 %, виробництво — 11,9 %, роздрібна торгівля — 10,6 %.

## Галерея

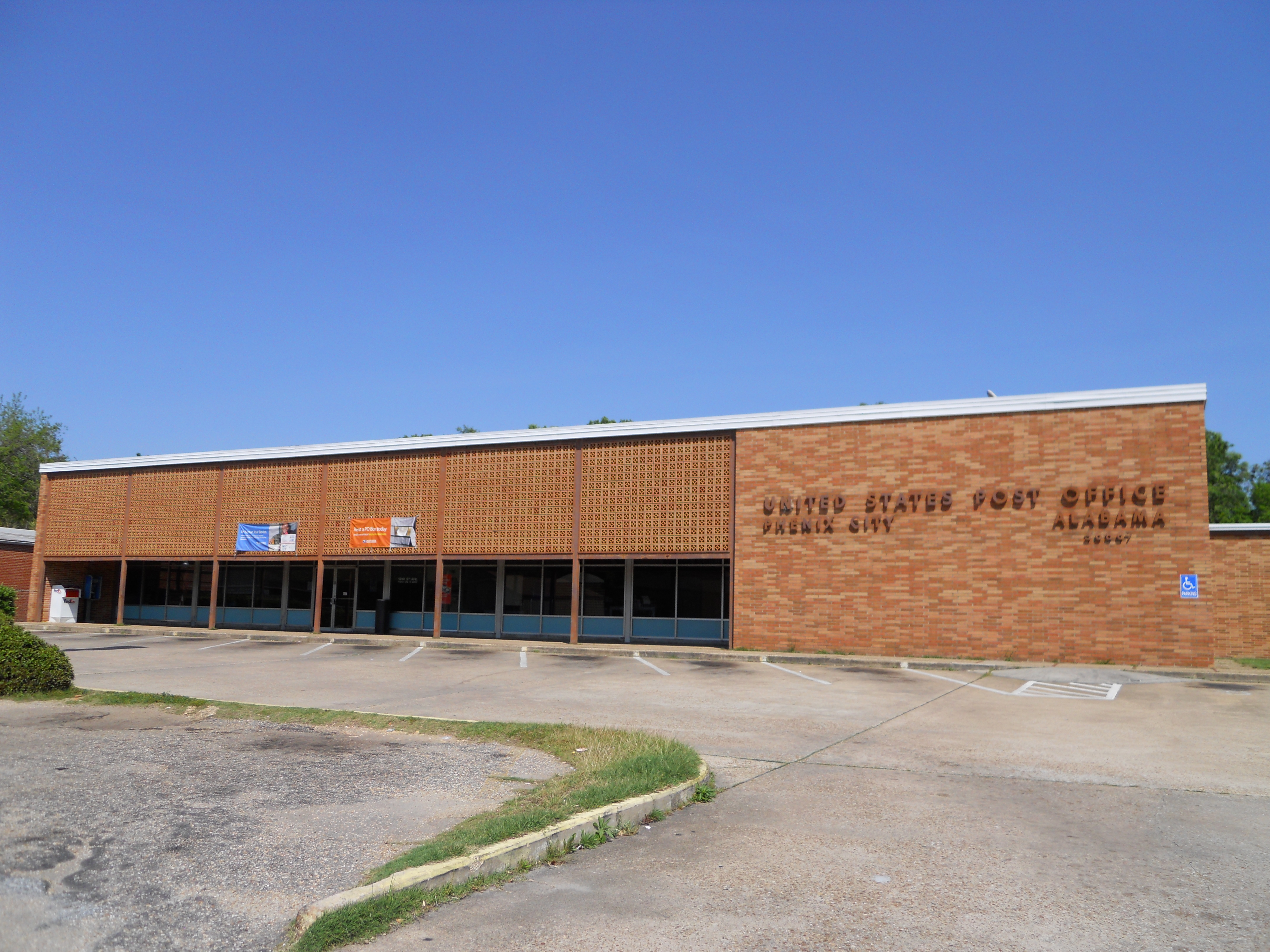
Пошта
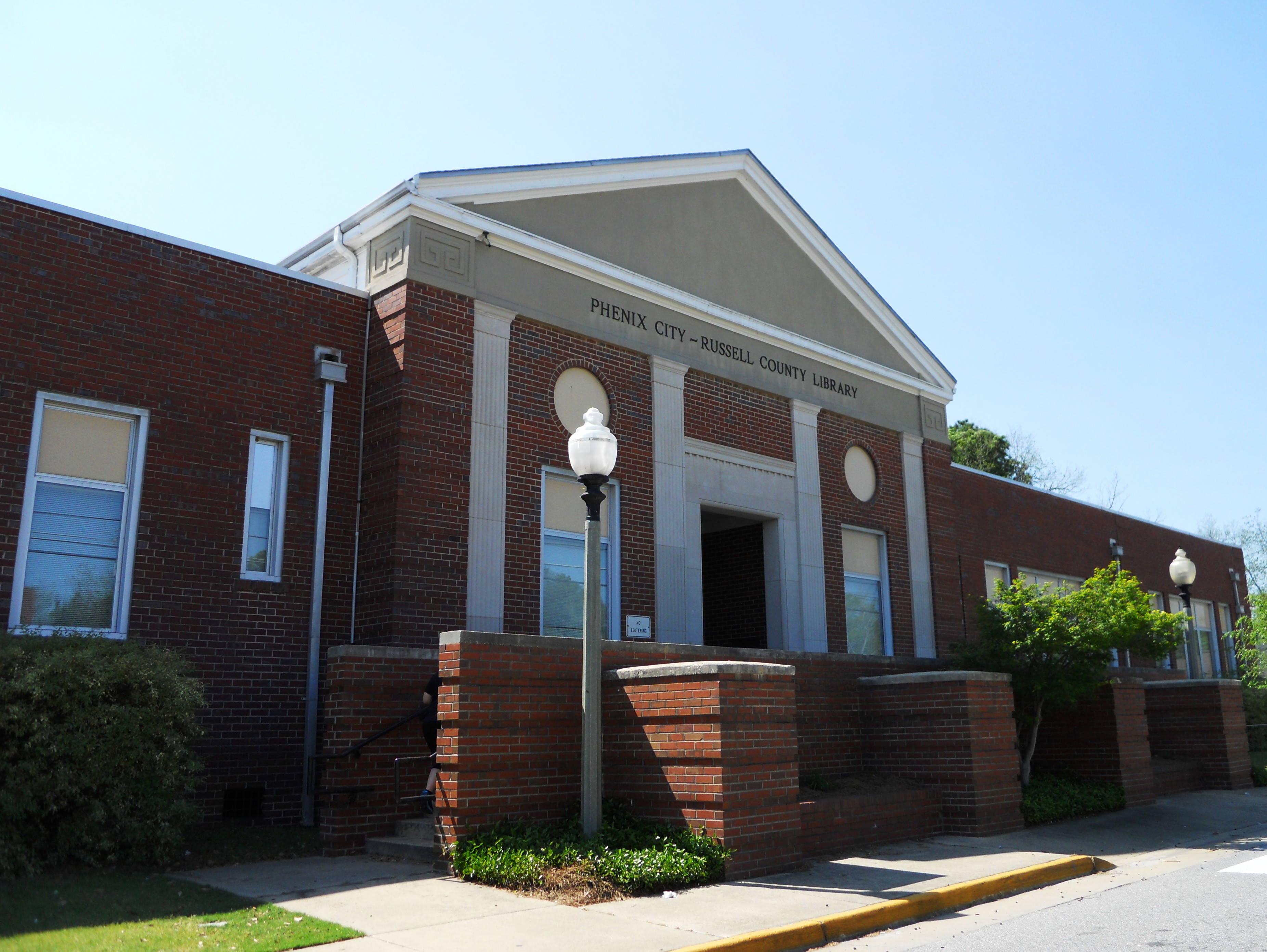
Бібліотека округу Расселл
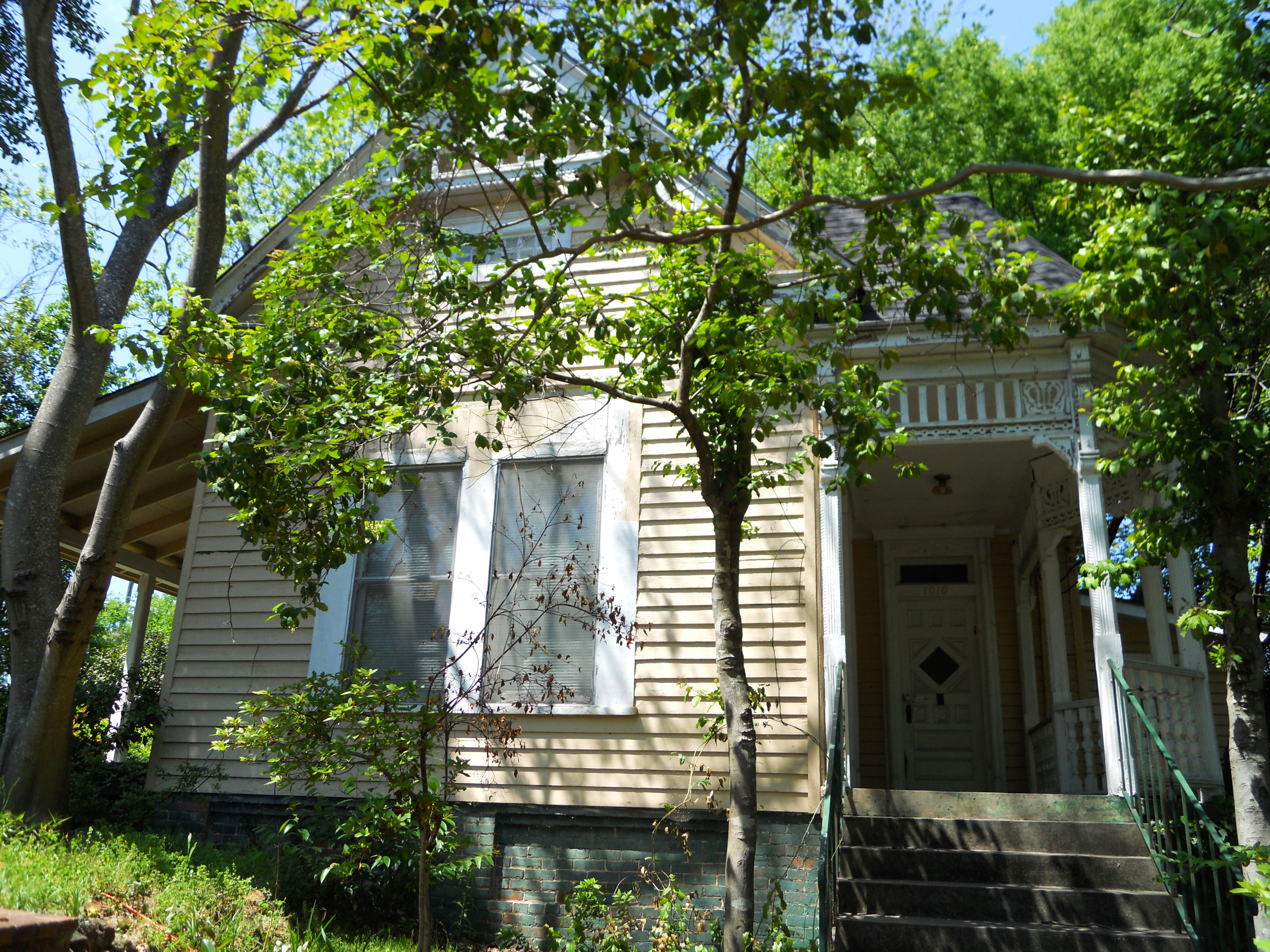
Будинок Брукс-Г'юз був доданий до  Національного реєстру історичних місць 3 листопада 1983.
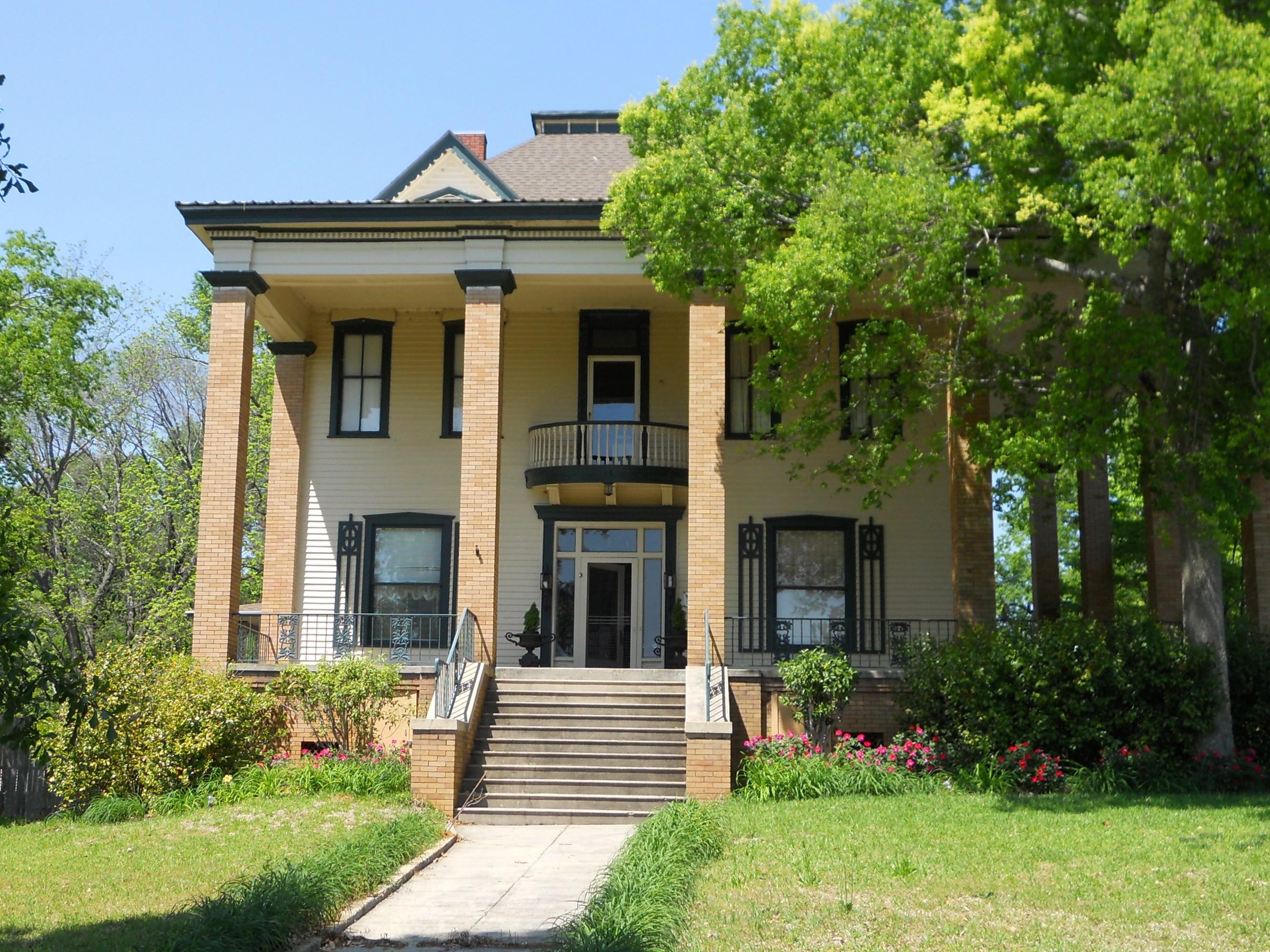
Будинок Флойд-Ньюсом був доданий до  Національного реєстру історичних місць 3 листопада 1983.
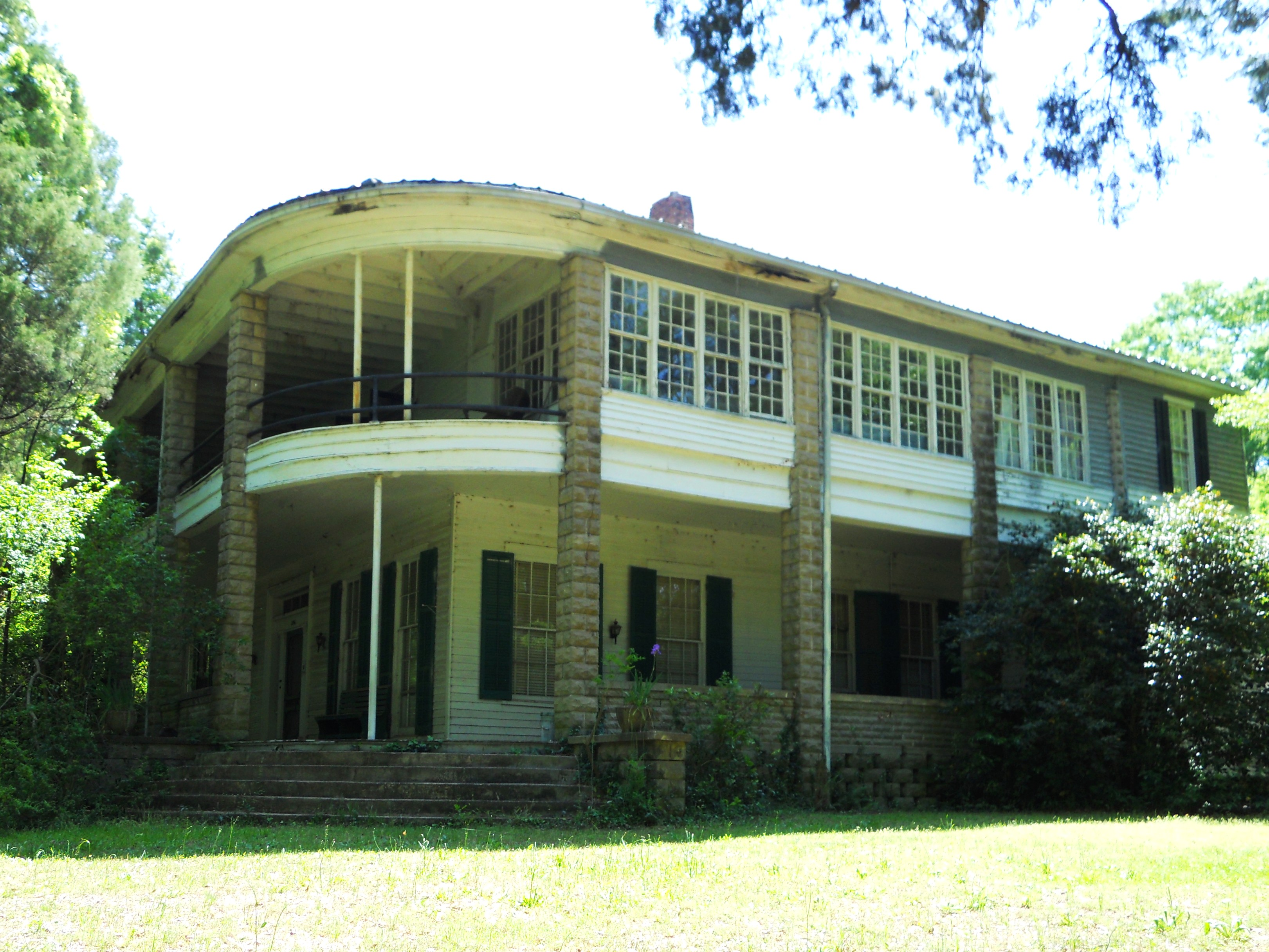
Будинок Морган Кертіс був доданий до  Національного реєстру історичних місць 3 листопада 1983.
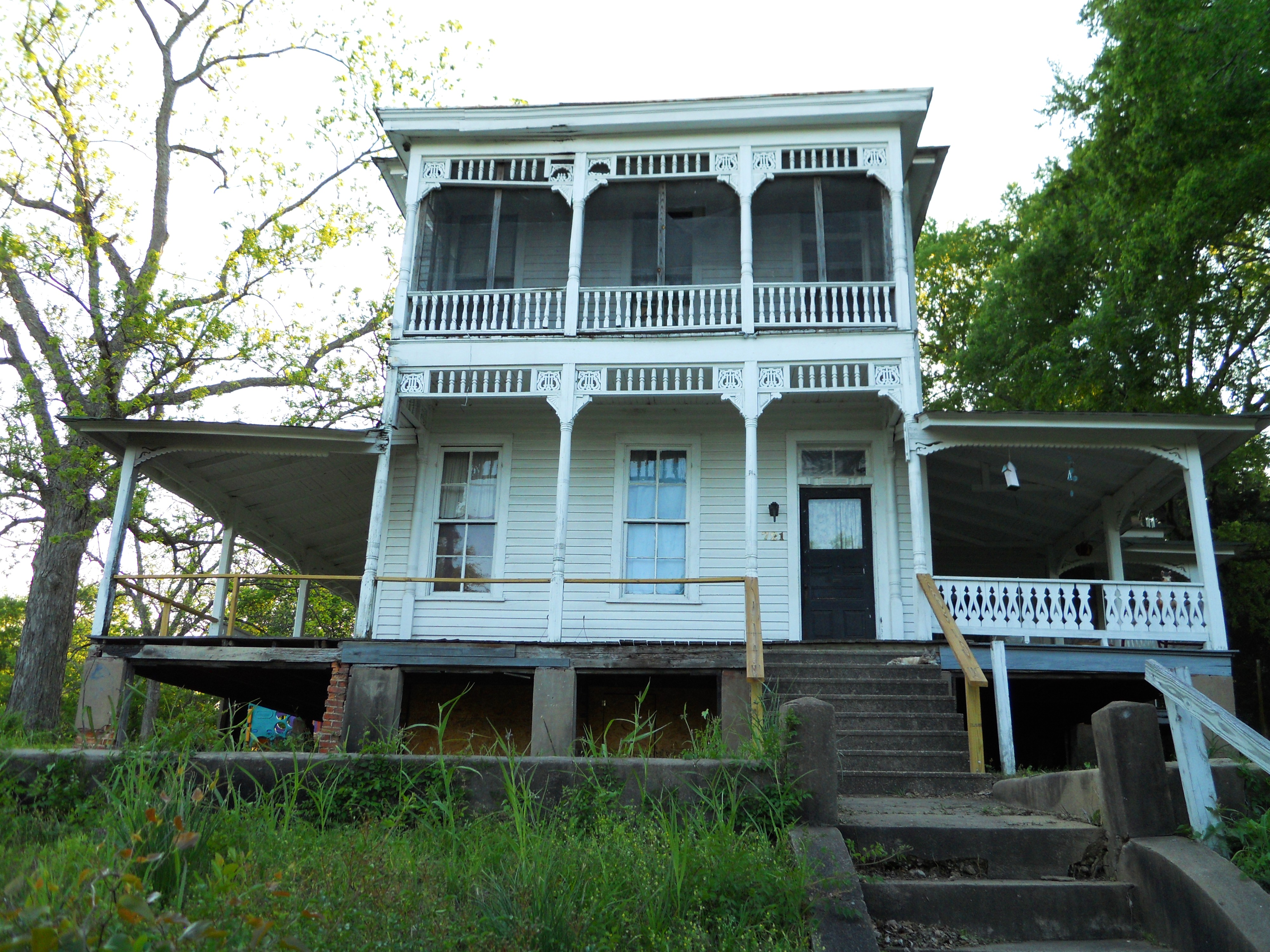
Будинок Шепр-Монте був доданий до  Національного реєстру історичних місць 3 листопада 1983.